# Dunbar Castle

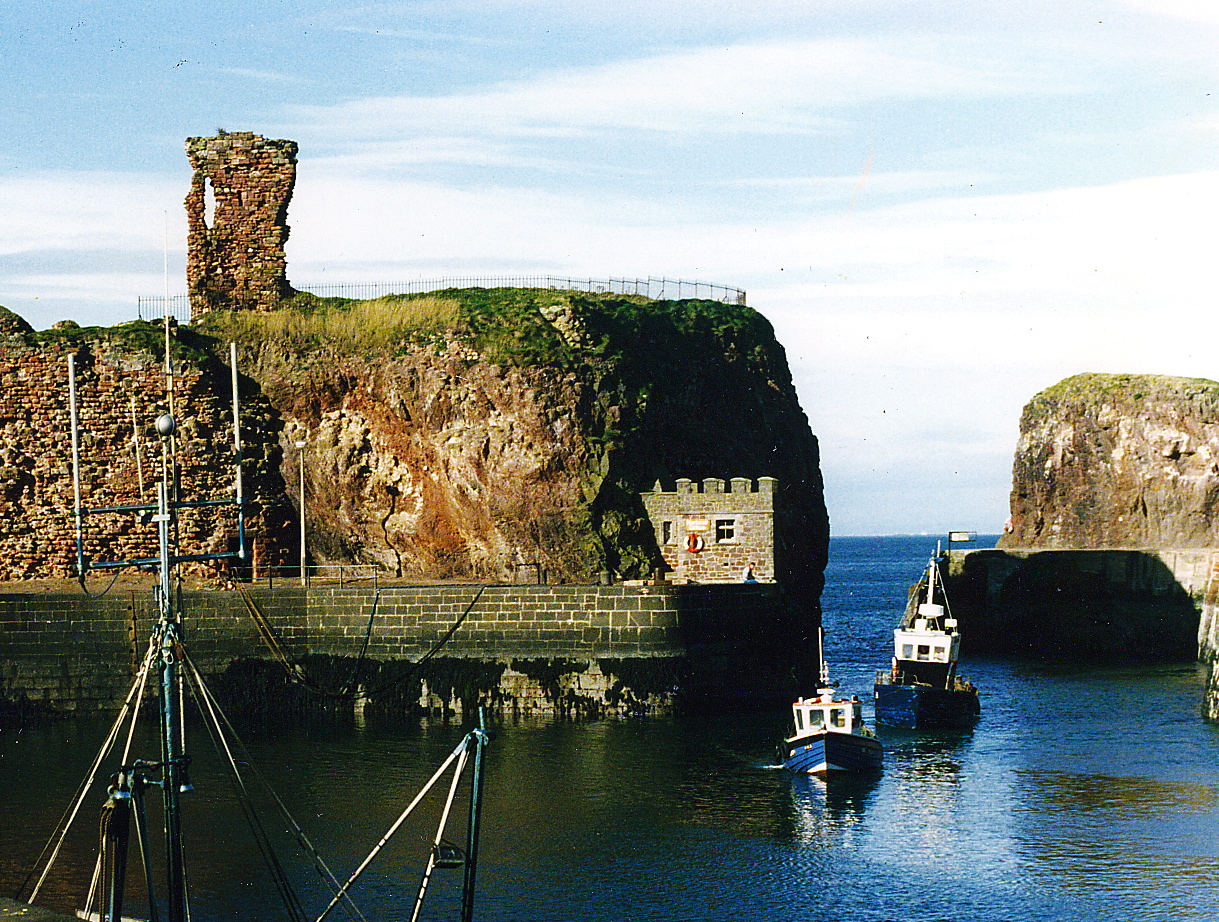
Dunbar Castle en de haven

Dunbar Castle is een ruïne aan de haven van Dunbar in het Schotse graafschap East Lothian. Deze burcht was sedert de elfde eeuw eigendom van de Earl van Dunbar en werd in de daaropvolgende eeuwen meermaals gesloopt en opnieuw opgebouwd. Na de troonsafstand van Maria I van Schotland in 1567 werd Dunbar Castle op last van het Schotse parlement afgebroken. Om veiligheidsredenen zijn de ruïnes niet toegankelijk voor het publiek.

## Overblijfselen
Het westelijke gedeelte van het terrein wordt ingenomen door de restanten van het achthoekige blokhuis, dat 16 bij 18 meter mat. De muren hiervan reiken nog tot 7 meter hoog en zijn 2,4 meter dik. Waar zich ooit de binnenplaats bevond, verloopt sinds de negentiende eeuw een vaargeul die de toegang tot de Victoria Harbour mogelijk maakt. Deze binnenplaats besloeg naar verluidt 62 bij 50 meter. Het gat dat de nieuwe doorgang naar de haven geslagen heeft, verdeelt de overblijfselen van de binnenplaats in een west- en een oostgedeelte. Boven op de bouwresten aan de kaai steekt nog één steunbeer van het poortgebouw uit. Dit poorthuis had keldergangen, die door metalen hekken versperd zijn.
Het poortgebouw en blokhuis waren verbonden door een twintig meter lange muur, die in de late twintigste eeuw is ingestort. Op oude tekeningen staat een muur aan het poorthuis aangegeven, waarin het wapenschild van George, tiende earl van Dunbar was gekerfd; deze muur is in 1869 door een storm verwoest.
Tijdens de Napoleontische oorlogen werd ten oosten van Dunbar Castle een batterij aangelegd op het gewezen eilandje Lamer; deze batterij werd echter nauwelijks gebruikt en algauw omgebouwd tot isolatiehospitaal. Na de creatie van de Victoria Harbour in de jaren veertig van de negentiende eeuw werd dit eilandje met het vasteland verbonden. De Dunbar Battery is thans een amfitheater dat dienstdoet voor openluchtevenementen.
Op de ruïnes van Dunbar Castle en op de rotseilandjes aan de haven broedt een kolonie drieteenmeeuwen.

## Geschiedenis
Gospatrick I, earl van Northumberland, verkreeg Dunbar Castle van Malcolm III van Schotland, waarop de burcht de stamzetel van de clan Dunbar werd. De strategische ligging zorgde ervoor dat het kasteel de inzet van meerdere twisten tussen Engeland en Schotland werd; de eerste maal in 1297 tijdens de Eerste Schotse Onafhankelijkheidsoorlog. Direct ten noorden van Berwick-upon-Tweed was Dunbar de eerste belangrijke zeehaven aan de Britse Noordzeekust.
Anno 1338, tijdens de Tweede Schotse Onafhankelijkheidsoorlog, werd Dunbar Castle belegerd door William Montagu, eerste earl van Salisbury. De toenmalige gravin van Dunbar, Agnes Randolph, slaagde erin het kasteel gedurende vijf maanden te verdedigen; ofschoon de haven door de Engelsen geblokkeerd werd, kon Sir Alexander Ramsay de blokkade vanaf de Bass Rock doorbreken en alzo het kasteel bevoorraden.
Het Schotse parlement gelastte de afbraak van Dunbar Castle in 1488 om te voorkomen dat het in handen van rebellen zou vallen, maar Jacobus IV liet de burcht vervolgens restaureren met een ridderzaal, een kapel en een privévertrek van dezelfde afmetingen als dat in Edinburgh Castle.
John Stewart, hertog van Albany, liet in de vroege zestiende eeuw het blokhuis bouwen. Verdere versterkingen door Franse troepen werden krachtens het Verdrag van Edinburgh in 1560 geslecht. Na de moord op haar secretaris Rizzio in 1566 vluchtte Maria I van Schotland naar Dunbar Castle. Dunbar was een van de vele kastelen waar de koningin na haar troonsafstand gevangen werd gehouden. James Hepburn, de earl van Bothwell die van de moord op Darnley werd beschuldigd, ontvoerde Maria naar Dunbar Castle, waarvan hij destijds de kasteelheer was. Na haar terechtstelling in 1587 werd het kasteel voorgoed gesloopt.

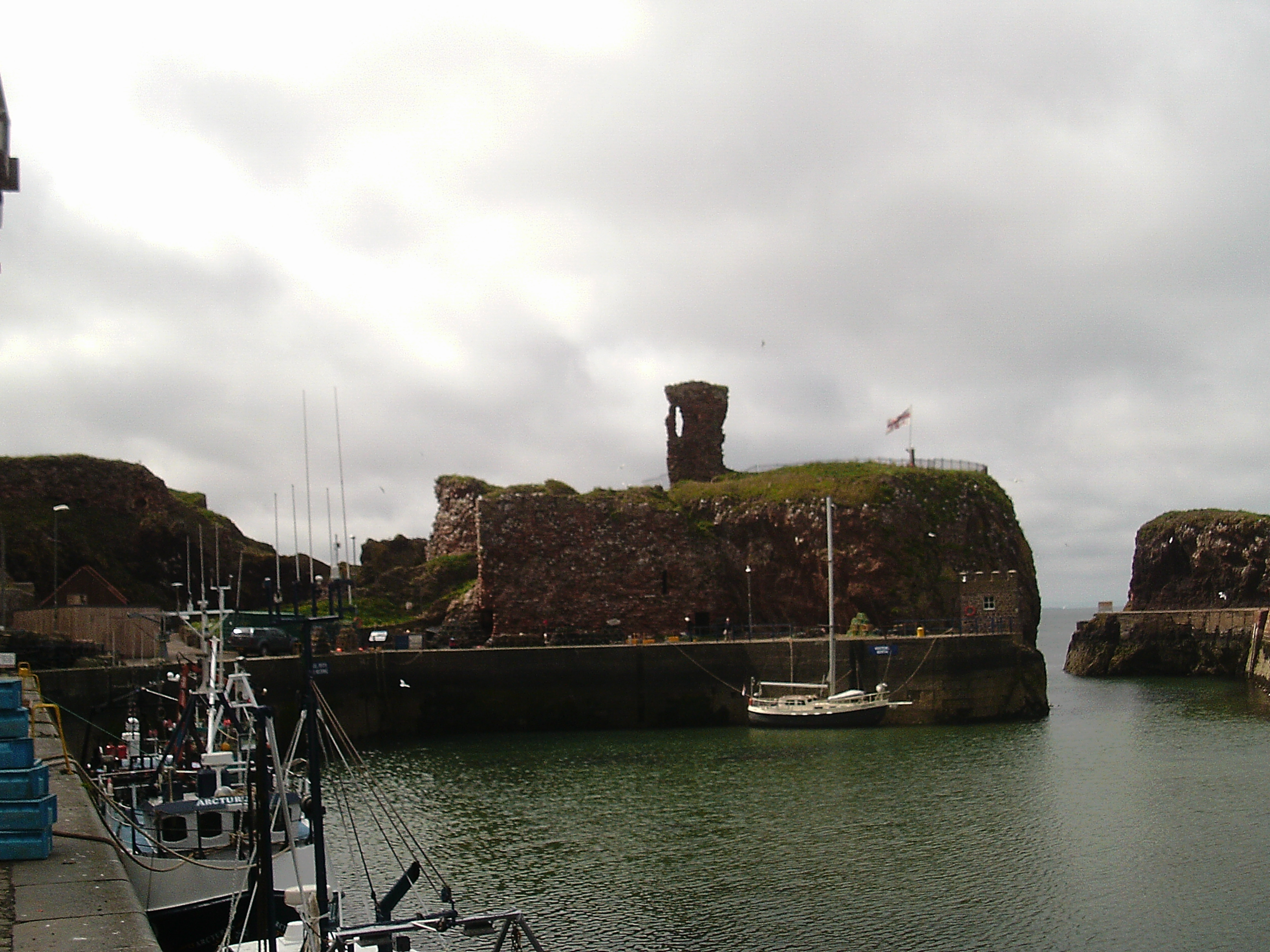
Resten van het poortgebouw: rechts de haveningang, links het blokhuis
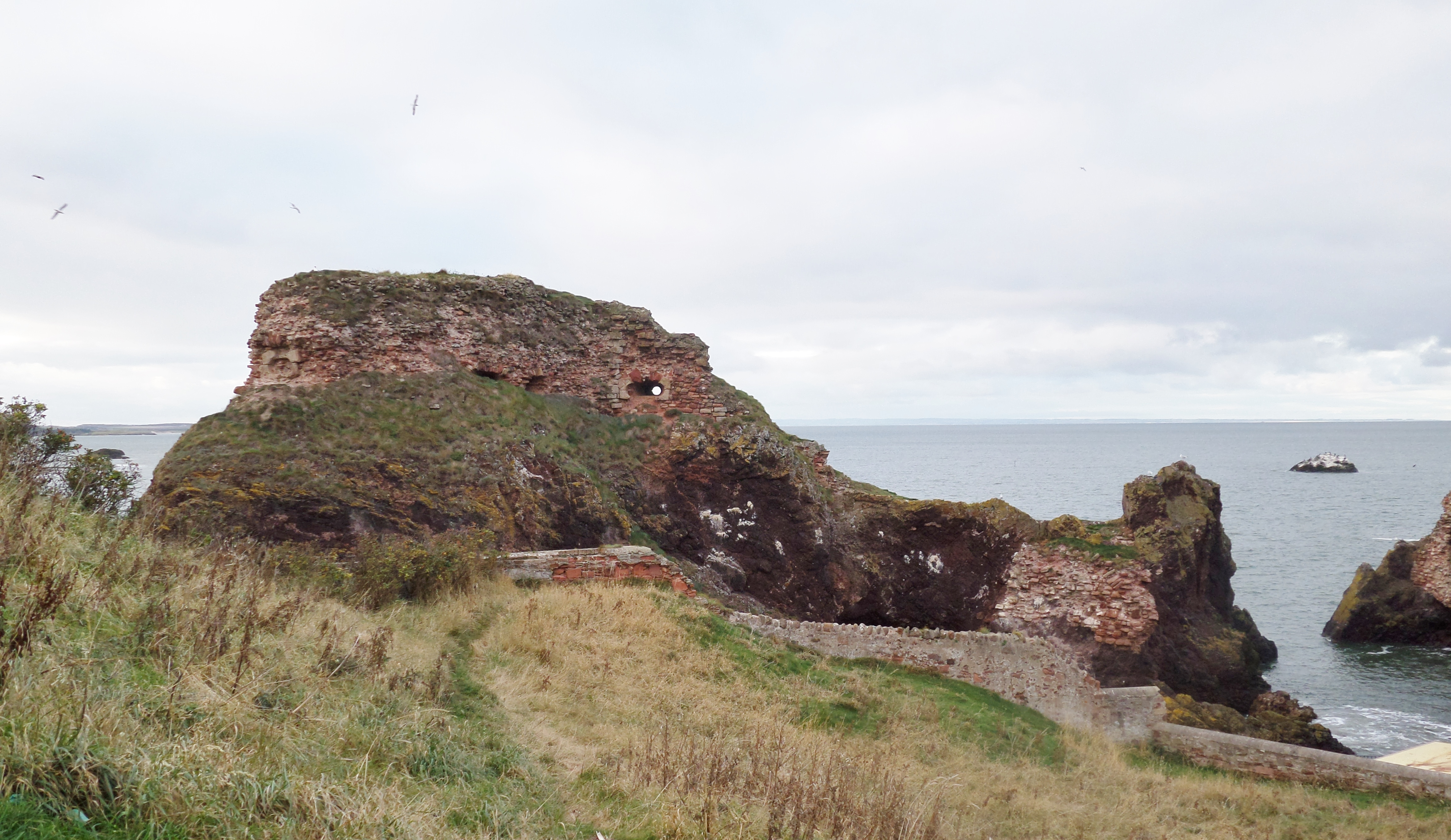
Oostelijke restanten
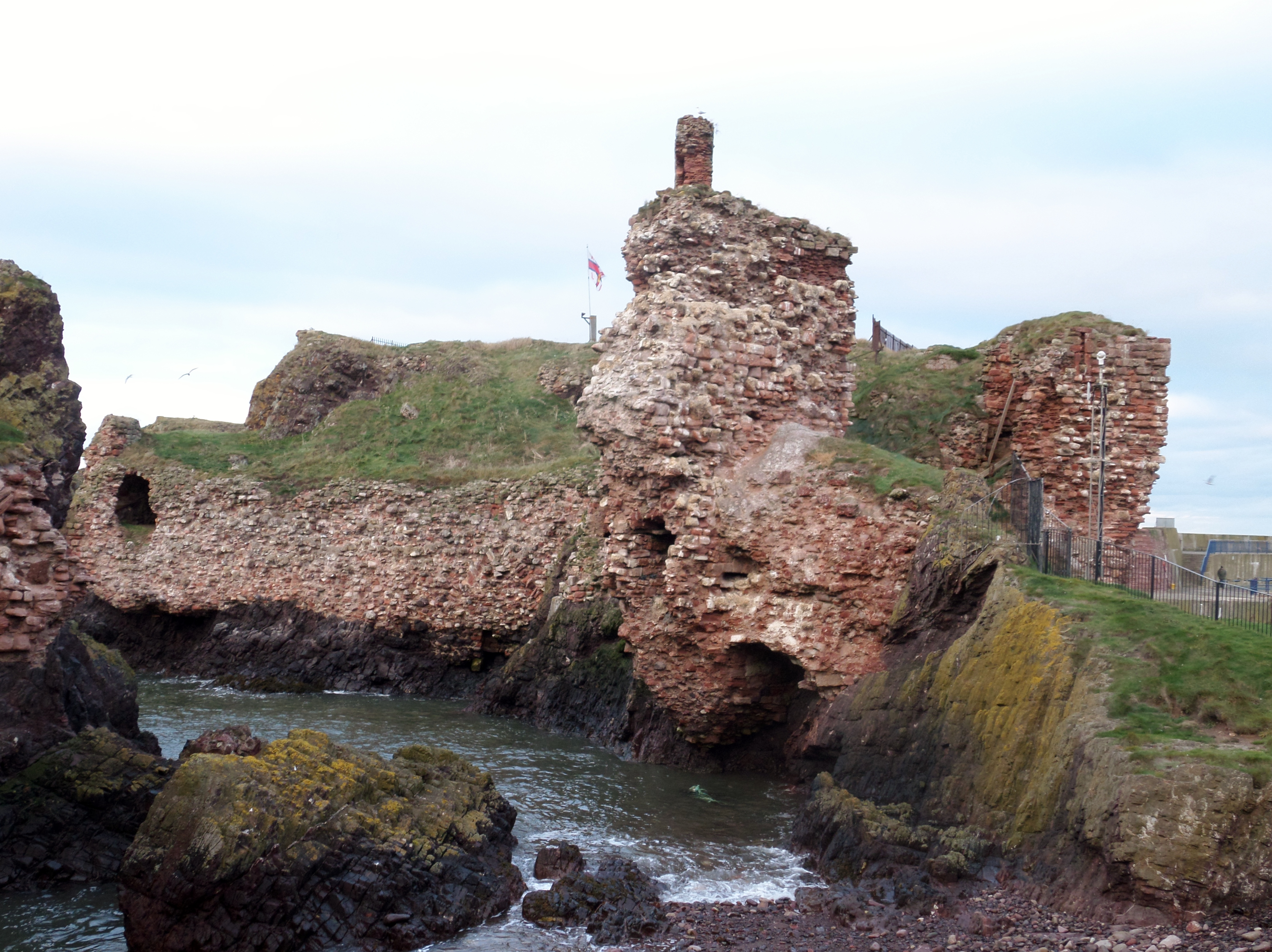
Westelijke restanten
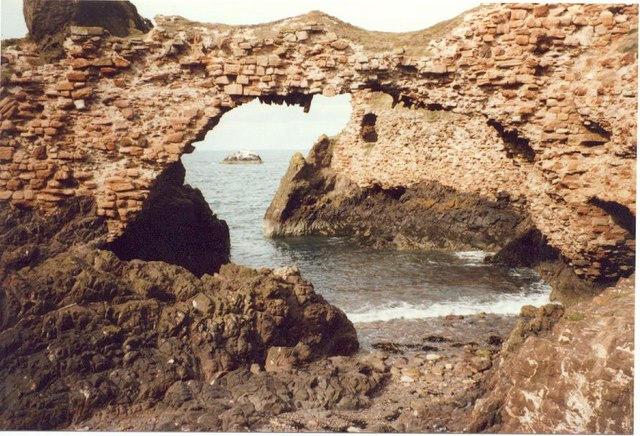
Haast ingestorte muur
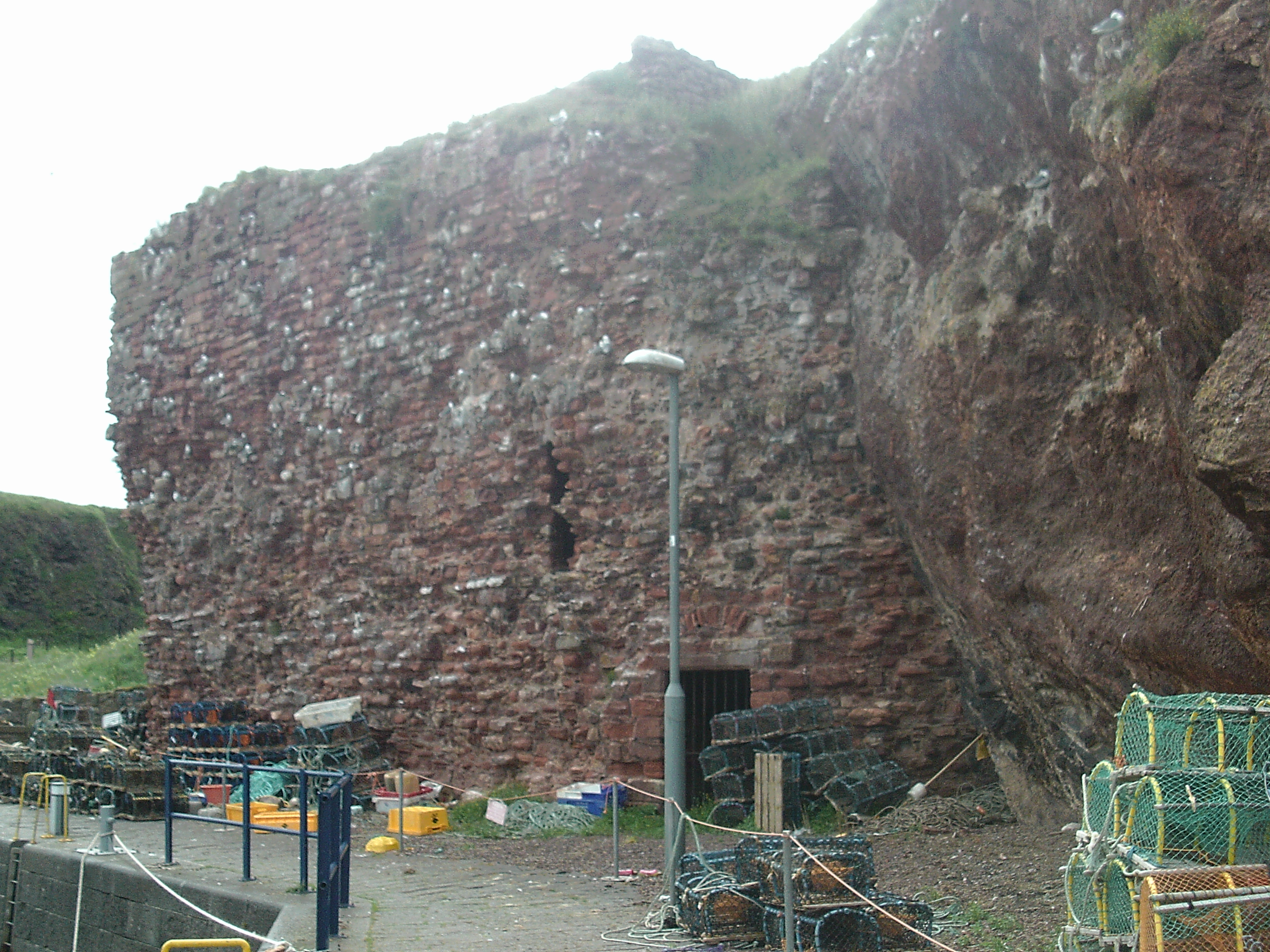
Kelders onder het poortgebouw
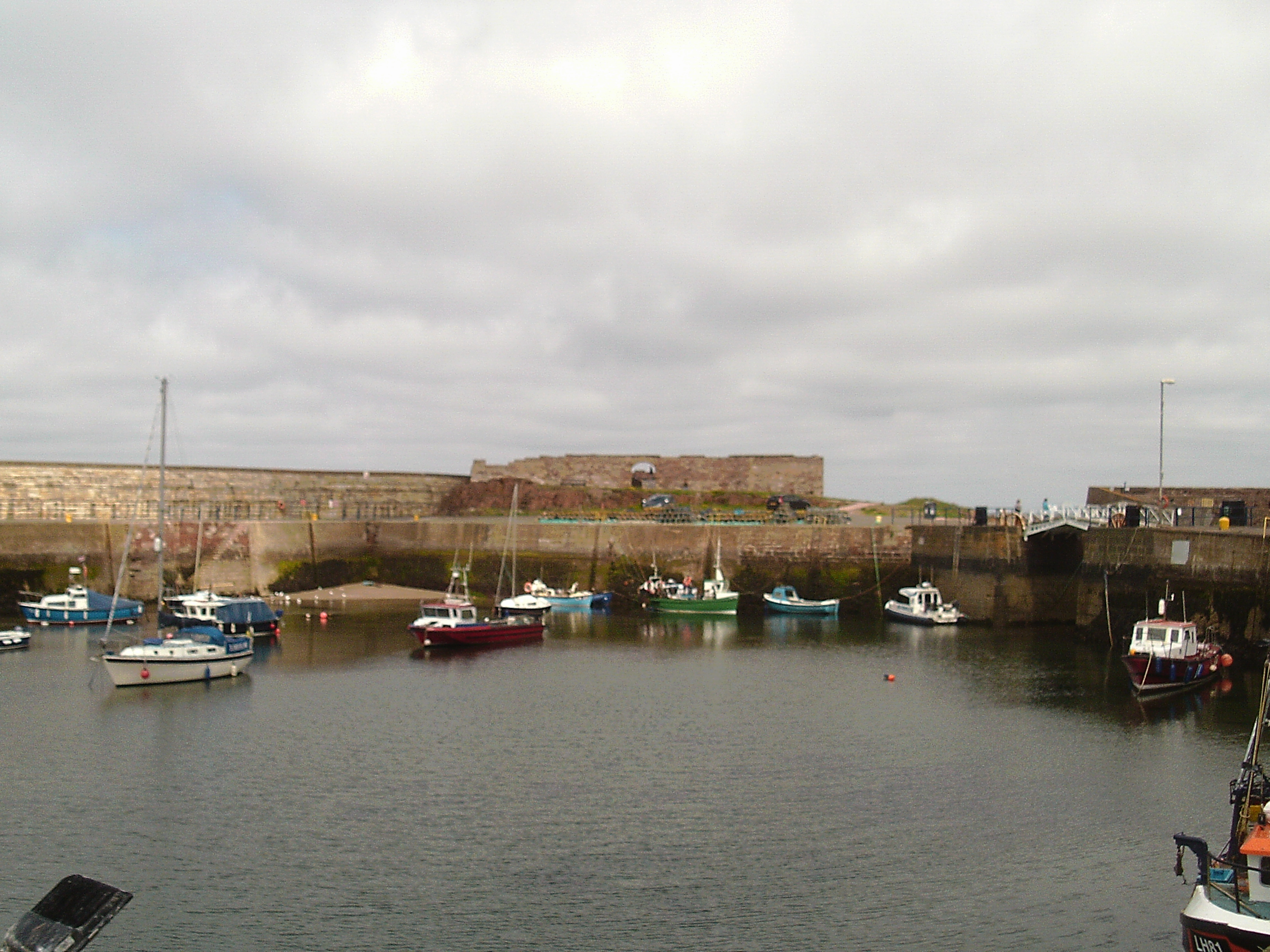
Dunbar Battery